# Chabib Nurmagomedov
Chabib Abdulmanapovič Nurmagomedov (in russo Хабиб Абдулманапович Нурмагомедов?, in avaro ХӀабиб ГӀабдулманапил НурмухӀамадов?, Khhabib Ghabdulmanapil Nurmukhhamadov; Sildi, 20 settembre 1988) è un allenatore ed ex lottatore russo di etnia àvara di arti marziali miste e di Sambo. Una ricorrente traslitterazione del nome è Khabib Nurmagomedov.
Ha combattuto nella categoria dei pesi leggeri per la promozione statunitense UFC, dove è stato campione dal 2018 fino al ritiro nel 2020.
Considerato uno dei più forti pesi leggeri di tutti i tempi, è stato due volte campione del mondo di Sambo e una volta campione nazionale; è stato inoltre campione europeo di ARB, campione del mondo di grappling NAGA nel 2012 e campione europeo di pancrazio e di khancian.
Con 29 vittorie e nessuna sconfitta detiene il record di imbattibilità per un lottatore di MMA.

## Caratteristiche tecniche e biografia
Daghestano di etnia àvara e musulmano sunnita, Nurmagomedov viene introdotto nel mondo della lotta dal padre Abdulmanap, cintura nera di Judo sotto gli insegnamenti della medaglia d'oro olimpica Vladimir Nevzorov, campione nazionale russo di Sambo e insegnante di lotta libera a livello nazionale. Nel maggio 2013 si è sposato e ha una figlia e un figlio. È tifoso dell'Anži.
Grazie alla sua formazione Nurmagomedov entrò nel mondo delle MMA come un lottatore completo nei vari aspetti dello sport: la sua lotta e il suo stile di presa sfiancante, in particolare, lo hanno reso uno degli atleti più dominanti nella storia della UFC.
Durante i controlli del peso e l'ingresso nella gabbia usa vestire il copricapo tipico delle sue origini, noto come papakhi, e in un'occasione, durante il controllo del peso precedente all'incontro con Rafael dos Anjos, indossò una maglietta con la scritta "If sambo was easy it would be called jiu jitsu." ("Se il sambo fosse facile si chiamerebbe jiu jitsu.").
Nel 2020 ha fondato la Eagle Fighting Championship (EFC), una promotion di MMA.
È cugino di Usman Nurmagomedov, campione dei pesi leggeri Bellator, e di Umar Nurmagomedov, secondo nei ranking dei pesi gallo UFC a gennaio 2025.

## Carriera

### Inizi in Russia (2008-2012)

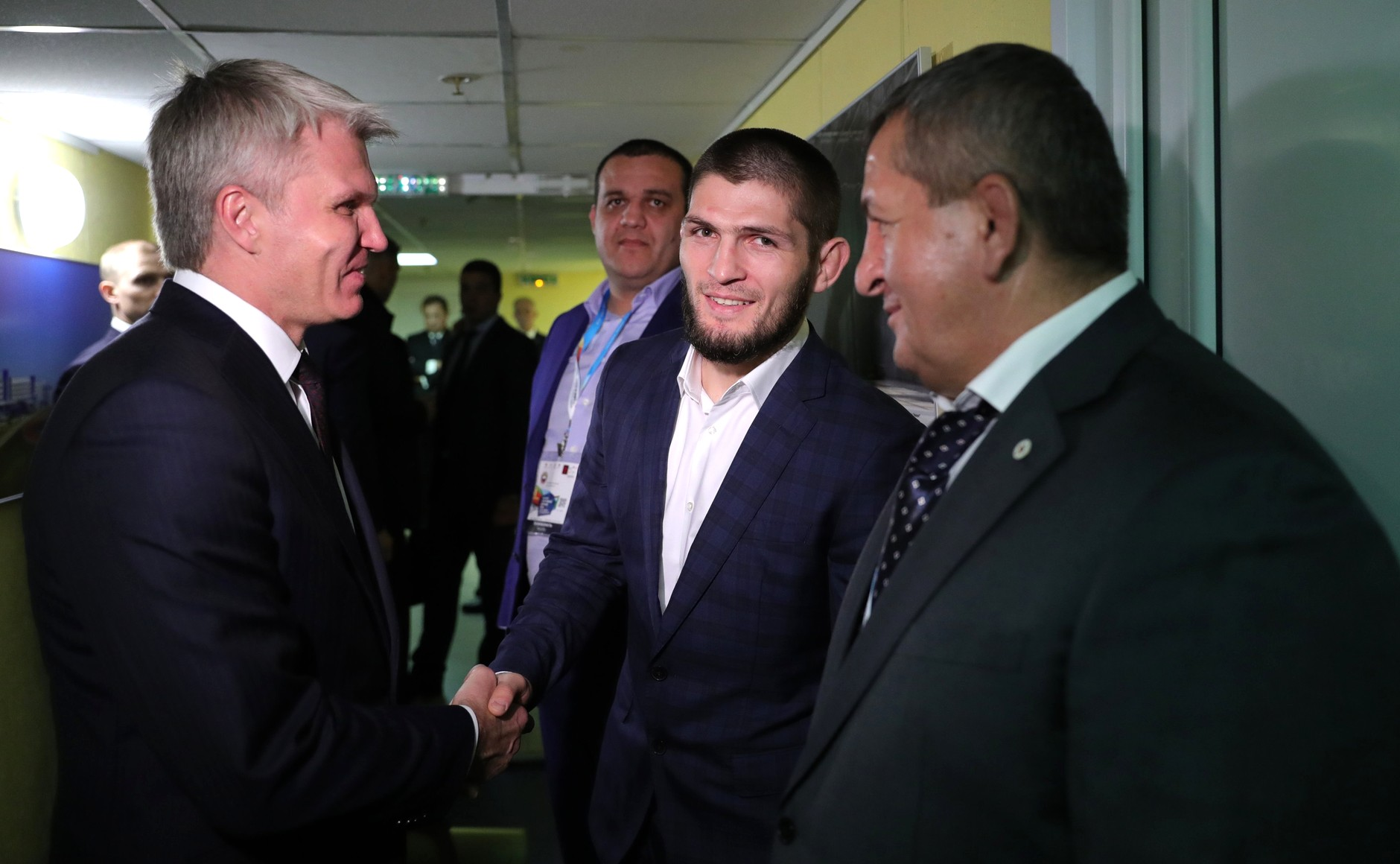
Il ministro dello sport Pavel Kolobkov, a sinistra, si congratula con Nurmagomedov per aver vinto il campionato dei pesi leggeri UFC

La carriera di Nurmagomedov nelle arti marziali miste iniziò nel settembre 2008 con un incontro vinto in Ucraina; seguirono diversi incontri ospitati in Russia e ancora in Ucraina con alcuni eventi che prevedevano più di un incontro nella stessa serata: in tre anni lottò in alcune delle migliori promozioni del suo paese quali M-1 Global e ProFC mettendo a segno un primato personale di sedici vittorie e nessuna sconfitta. Tra queste vittorie spicca quella sul futuro campione dei tornei Bellator Shahbulat Shamhalaev.

### Ultimate Fighting Championship (2012-2020)

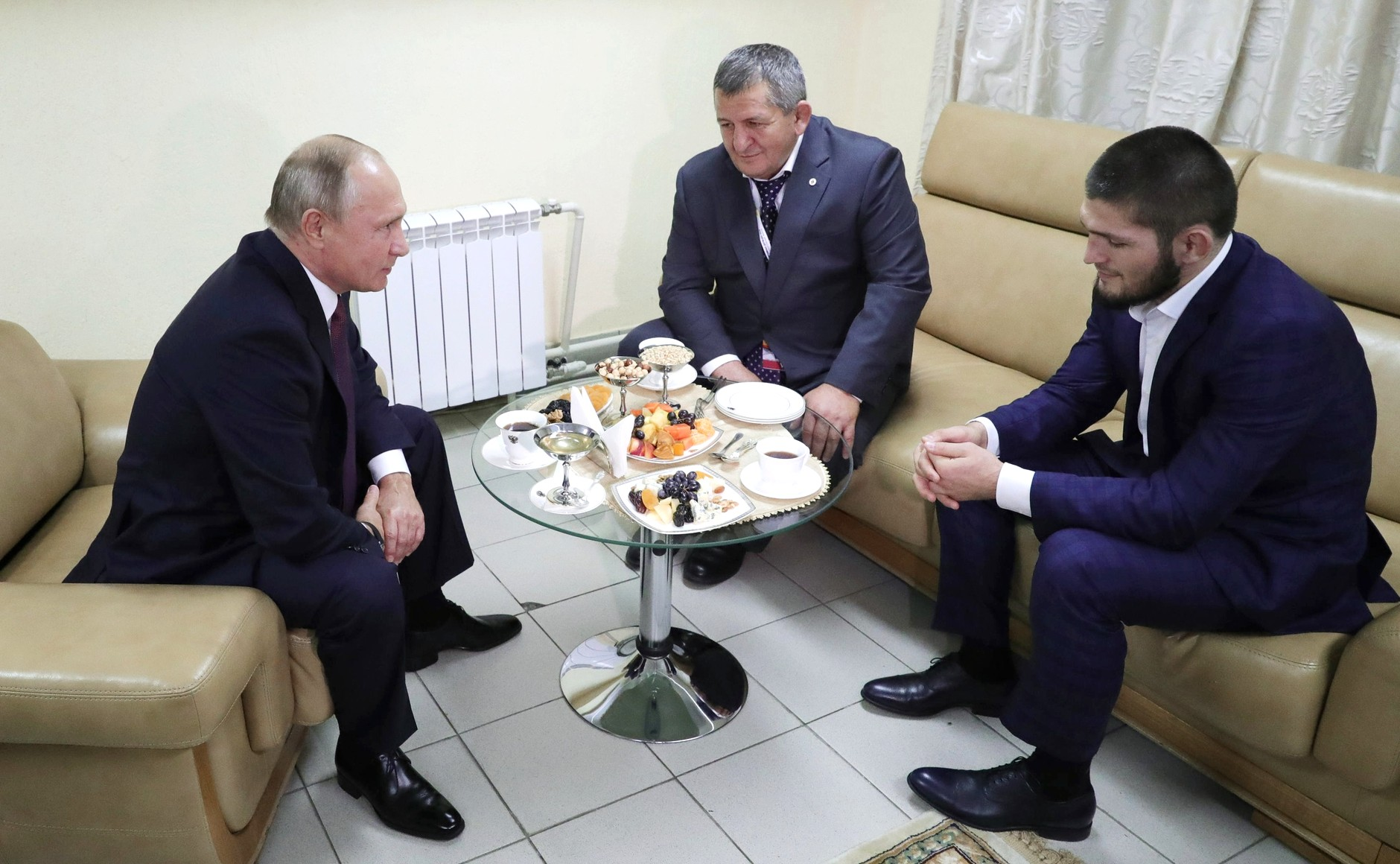
Nurmagomedov e suo padre incontrano il presidente russo Vladimir Putin quattro giorni dopo la sua vittoria contro McGregor

Nurmagomedov debuttò nella divisione dei pesi leggeri della prestigiosa promozione statunitense UFC nel gennaio 2012 con una vittoria per sottomissione sul wrestler iraniano Kamal Shalorus. Lo stesso anno affrontò il gatekeeper brasiliano Gleison Tibau, noto per essere l'atleta più grosso della divisione: Nurmagomedov ottenne una sudata vittoria ai punti.
Il 2013 fu l'anno della definitiva consacrazione di Nurmagomedov come uno dei top 10 dei pesi leggeri in UFC: prima mise KO in meno di due minuti il brasiliano Thiago Tavares in territorio ostile, poi dominò il campione NAIA di lotta Abel Trujillo proprio nella sua disciplina di competenza, mettendo a segno il nuovo record UFC di 21 takedown in un solo incontro, e infine si replicò sul top 10 ed esperto Pat Healy, venendo classificato come il contendente numero 7 dei pesi leggeri nei ranking ufficiali della UFC.
Nel febbraio 2014 sembrava ormai ufficiale la sfida tra Nurmagomedov e l'ex contendente al titolo e dominatore della Strikeforce Gilbert Melendez, ma in gennaio la UFC annullò il match in quanto sia Melendez che l'eventuale sostituito Nate Diaz rifiutarono l'incontro; Nurmagomedov prese la decisione di sostituire il connazionale Rustam Khabilov nel match contro il numero 5 dei ranking Rafael dos Anjos: contro la forte cintura nera di BJJ Nurmagomedov s'impose grazie alla superiore lotta vincendo tutti e tre i round. A settembre avrebbe dovuto affrontare il forte striker Donald Cerrone in un match valido come eliminatoria per il titolo dei pesi leggeri UFC, ma proprio Nurmagomedov s'infortunò al ginocchio e la sfida saltò. A dicembre avrebbe dovuto affrontare Tony Ferguson all'evento finale della ventiduesima stagione del reality The Ultimate Fighter; tuttavia, verso la fine di ottobre, Nurmagomedov subì un altro infortunio venendo sostituito da Edson Barboza.
Il 16 aprile 2016, dopo aver recuperato dall'infortunio, avrebbe finalmente dovuto affrontare Tony Ferguson; tuttavia il 5 aprile il match saltò a causa di un problema al polmone da parte di Ferguson, che venne sostituito da Darrell Horcher. Il match si svolse nella categoria Catchweight al limite massimo dei 72,6 kg e dopo due round, dominati totalmente grazie alla sua netta superiorità nella lotta, Nurmagomedov ottenne la vittoria per KO tecnico con un ripetuto ground and pound. Successivamente avrebbe dovuto affrontare l'allora campione dei pesi leggeri Eddie Alvarez, ma il 26 settembre la UFC annunciò l'incontro titolato tra Alvarez e il campione dei pesi piuma Conor McGregor (che sarebbe poi risultato vincitore): il russo non prese affatto bene la decisione scrivendo sui social media che la UFC stava diventando uno spettacolo da baraccone.
A novembre, nonostante i recenti avvenimenti, accettò di affrontare Michael Johnson all'evento UFC 205: nonostante abbia subito, nella prima ripresa, l'iniziativa dell'avversario, una volta a terra Nurmagomedov è riuscito a riportarsi in vantaggio e, durante l'ultimo terzo, chiuse il match con una kimura. Al termine dell'incontro, intervistato da Joe Rogan, ha ripetuto quanto scritto sui social circa il fatto che nonostante sia ancora imbattuto non abbia ricevuto un'occasione per il titolo. Il 30 dicembre batte per decisione unanime il brasiliano Edson Barboza, portando il suo record sul 25-0 e ottenendo il premio Performance of the Night.

#### Campione dei pesi leggeri UFC (2018-2020)
L'incontro con Tony Ferguson venne programmato per la quarta volta per UFC 223, ma una settimana prima dell'incontro Ferguson viene sostituito a causa di un infortunio al ginocchio dal campione dei pesi piuma Max Holloway. La commissione atletica dello stato di New York, tuttavia, dichiarò quest'ultimo non in grado di rientrare nel limite di peso e perciò Holloway venne sostituito dal numero undici del ranking Al Iaquinta; quest'ultimo, pur risultando eleggibile per combattere, superò il limite di peso e pertanto, in caso di vittoria, non sarebbe potuto diventare campione. A UFC 223 Nurmagomedov domina l'incontro e, al termine dei cinque round, viene decretato vincitore per decisione unanime e quindi diventa il nuovo campione dei pesi leggeri.
Il 6 ottobre, in un evento di proporzioni gigantesche e caratterizzato da un profondo astio personale, affronta l'ex campione Conor McGregor, di ritorno nell'ottagono dopo più di due anni: al quarto round, dopo aver mostrato netti miglioramenti nella fase di striking e la solita superiorità nel grappling, Nurmagomedov riesce a prendere la schiena dell'irlandese e a mettere a segno una neck crank che costringe McGregor alla resa. Subito dopo la vittoria, tuttavia, Nurmagomedov si getta fuori dalla gabbia e aggredisce un membro dello staff di McGregor per averlo insultato, Dillon Danis, generando una rissa che verrà presa in esame dalla commissione atletica del Nevada: il russo viene infatti squalificato per sei mesi e multato di 500 000 dollari.
Dopo aver firmato un nuovo contratto per più incontri nel giugno 2019, Nurmagomedov torna a combattere il 7 settembre contro il campione ad interim Dustin Poirier per unificare il titolo dei pesi leggeri: dopo aver completamente dominato l'incontro grazie alla solita schiacciante superiorità nella lotta, dopo due minuti dall'inizio del terzo round mette a segno una rear-naked choke con cui vince il match, portando il suo record su un impressionante 28-0 e vincendo anche il riconoscimento Performance of the Night.
Il 24 ottobre 2020 difende per la terza volta il titolo contro il campione ad interim Justin Gaethje, che sottomette tramite un triangolo al secondo round ottenendo un altro riconoscimento come Performance of the Night. Subito dopo l'incontro, a causa della recente scomparsa del padre, il russo annuncia il ritiro.

## Risultati nelle arti marziali miste
| Risultato | Record | Avversario             | Metodo                           | Evento                                          | Data              | Round | Tempo | Città                          | Note |
| --------- | ------ | ---------------------- | -------------------------------- | ----------------------------------------------- | ----------------- | ----- | ----- | ------------------------------ | --- |
| Vittoria  | 29-0   | Justin Gaethje         | Sottomissione (triangolo)        | UFC 254: Khabib vs. Gaethje                     | 24 ottobre 2020   | 2     | 1:34  | Abu Dhabi, Emirati Arabi Uniti | Difende e unifica il titolo dei pesi leggeri UFC. Performance of the Night. Successivamente rende vacante il titolo in conseguenza del suo ritiro. |
| Vittoria  | 28-0   | Dustin Poirier         | Sottomissione (rear-naked choke) | UFC 242: Khabib vs. Poirier                     | 7 settembre 2019  | 3     | 2:06  | Abu Dhabi, Emirati Arabi Uniti | Difende e unifica il titolo dei pesi leggeri UFC. Performance of the Night                                                                         |
| Vittoria  | 27-0   | Conor McGregor         | Sottomissione (neck crank)       | UFC 229: Khabib vs. McGregor                    | 6 ottobre 2018    | 4     | 3:03  | Las Vegas, Stati Uniti         | Difende il titolo dei pesi leggeri UFC |
| Vittoria  | 26-0   | Al Iaquinta            | Decisione (unanime)              | UFC 223: Khabib vs. Iaquinta                    | 7 aprile 2018     | 5     | 5:00  | Brooklyn, Stati Uniti          | Vince il titolo vacante dei pesi leggeri UFC |
| Vittoria  | 25-0   | Edson Barboza          | Decisione (unanime)              | UFC 219: Cyborg vs. Holm                        | 30 dicembre 2017  | 3     | 5:00  | Paradise, Stati Uniti          | Performance of the Night |
| Vittoria  | 24-0   | Michael Johnson        | Sottomissione (kimura)           | UFC 205: Alvarez vs. McGregor                   | 12 novembre 2016  | 3     | 2:31  | New York, Stati Uniti          | |
| Vittoria  | 23-0   | Darrell Horcher        | KO Tecnico (pugni)               | UFC on Fox: Teixeira vs. Evans                  | 16 aprile 2016    | 2     | 3:38  | Tampa, Stati Uniti             | Incontro catchweight (160 lb) |
| Vittoria  | 22-0   | Rafael dos Anjos       | Decisione (unanime)              | UFC on Fox: Werdum vs. Browne                   | 22 febbraio 2014  | 3     | 5:00  | Orlando, Stati Uniti           | |
| Vittoria  | 21–0   | Pat Healy              | Decisione (unanime)              | UFC 165: Jones vs. Gustafsson                   | 21 settembre 2013 | 3     | 5:00  | Toronto, Canada                | |
| Vittoria  | 20–0   | Abel Trujillo          | Decisione (unanime)              | UFC 160: Velasquez vs. Bigfoot 2                | 25 maggio 2013    | 3     | 5:00  | Las Vegas, Stati Uniti         | Incontro catchweight (158.5 lb) poiché mancò il peso                                                                                               |
| Vittoria  | 19–0   | Thiago Tavares         | KO Tecnico (pugni e gomitate)    | UFC on FX: Belfort vs. Bisping                  | 19 gennaio 2013   | 1     | 1:55  | San Paolo, Brasile             | Tavares risultò positivo ai test antidoping |
| Vittoria  | 18–0   | Gleison Tibau          | Decisione (unanime)              | UFC 148: Silva vs. Sonnen II                    | 7 luglio 2012     | 3     | 5:00  | Las Vegas, Stati Uniti         | |
| Vittoria  | 17–0   | Kamal Shalorus         | Sottomissione (rear naked choke) | UFC on FX: Guillard vs. Miller                  | 20 gennaio 2012   | 3     | 2:08  | Nashville, Stati Uniti         | Debutto in UFC. Ritorno nei pesi leggeri |
| Vittoria  | 16–0   | Arimarcel Santos       | KO Tecnico (pugni)               | ProFC: Battle in the Caucasus                   | 22 ottobre 2011   | 1     | 3:33  | Chasavjurt, Russia             | |
| Vittoria  | 15–0   | Vadym Sandulyckij      | Sottomissione (triangolo)        | ProFC / GM Fight: Ukraine Cup 3                 | 15 settembre 2011 | 1     | 3:01  | Odessa, Ucraina                | |
| Vittoria  | 14–0   | Hamiz Mamedov          | Sottomissione (triangolo)        | ProFC: Battle on Don                            | 5 agosto 2011     | 1     | 3:51  | Rostov sul Don, Russia         | |
| Vittoria  | 13–0   | Kadžik Abadžjan        | Sottomissione (triangolo)        | ProFC: Union Nation Cup Final                   | 2 luglio 2011     | 1     | 4:28  | Rostov sul Don, Russia         | |
| Vittoria  | 12–0   | Ashot Shahinyan        | KO (pugni)                       | ProFC: Union Nation Cup 15                      | 6 maggio 2011     | 1     | 2:18  | Sinferopoli, Ucraina           | |
| Vittoria  | 11–0   | Said Chalilov          | Sottomissione (kimura)           | ProFC: Union Nation Cup 14                      | 9 aprile 2011     | 1     | 3:16  | Rostov sul Don, Russia         | |
| Vittoria  | 10–0   | Aleksandr Ahafonov     | KO Tecnico (stop angolo)         | M-1 Selection Ukraine 2010: The Finals          | 12 febbraio 2011  | 2     | 5:00  | Kiev, Ucraina                  | |
| Vittoria  | 9–0    | Vitalij Ostrovskij     | KO Tecnico (pugni)               | M-1 Selection Ukraine 2010: Clash of the Titans | 18 settembre 2010 | 1     | 4:06  | Kiev, Ucraina                  | |
| Vittoria  | 8–0    | Oleg Bagov             | Decisione (unanime)              | GFP: Golden Fist Russia                         | 10 giugno 2010    | 2     | 5:00  | Mosca, Russia                  | Ritorno nei pesi welter |
| Vittoria  | 7–0    | Šachbulat Šamchalaev   | Sottomissione (kimura)           | M-1 Challenge 2009: Selections 9                | 3 novembre 2009   | 1     | 4:36  | San Pietroburgo, Russia        | Ritorno nei pesi leggeri. Vince le selezioni M-1                                                                                                   |
| Vittoria  | 6–0    | Eldar Eldarov          | KO Tecnico (pugni)               | Tsumada FC 3                                    | 8 agosto 2009     | 2     | 2:44  | Agvali, Russia                 | Vince il Tsumada Fighting Championship 3 |
| Vittoria  | 5–0    | Said Achmed            | KO Tecnico (pugni)               | Tsumada FC 3                                    | 8 agosto 2009     | 1     | 2:05  | Agvali, Russia                 | Debutto nei pesi welter. Semifinale del Tsumada Fighting Championship 3                                                                            |
| Vittoria  | 4–0    | Šamil Abdulkerimov     | Decisione (unanime)              | Pancration Atrium Cup 1                         | 11 ottobre 2008   | 2     | 5:00  | Mosca, Russia                  | Vince la Pancration Atrium Cup 1 |
| Vittoria  | 3–0    | Ramazan Kurbanismailov | Decisione (unanime)              | Pancration Atrium Cup 1                         | 11 ottobre 2008   | 2     | 5:00  | Mosca, Russia                  | Semifinale del Pancration Atrium Cup 1 |
| Vittoria  | 2–0    | Magomed Magomedov      | Decisione (unanime)              | Pancration Atrium Cup 1                         | 11 ottobre 2008   | 2     | 5:00  | Mosca, Russia                  | Quarti di finale del Pancration Atrium Cup 1 |
| Vittoria  | 1–0    | Vusal Bayramov         | Sottomissione (triangolo)        | CSFU: Champions League                          | 13 settembre 2008 | 2     | 2:20  | Poltava, Ucraina               | Debutto nei pesi leggeri |